# Cafeteria
Et cafeteria er en restaurant, café eller kantine med selvbetjening. Et cafeteria er karakteriseret ved et begrænset udbud af mad- og drikkevarer samt høj grad af standardisering.
Ordet kommer fra spansk-amerikansk cafetería el. cafétería, som egentlig betyder kaffehus. De første cafeterier i deres nuværende form startede i Los Angeles i slutningen af 1800-tallet, hvor de var en videreudvikling af bl.a. de serveringstraditioner, der var fulgt med immigranter fra Mexico.
Cafeterier blev udbredt i Danmark fra 1950'erne, hvor konceptet vandt indpas såvel som offentlige spisesteder samt som medarbejderkantiner i større og mellemstore virksomheder, undervisningssteder og institutioner.

## Eksterne links
- Wikimedia Commons har flere filer relateret til Cafeteria

- Se Wiktionarys definition på ordet cafeteria